# Peruanski novi sol
Peruanski novi sol, ISO 4217: PEN, je valuta koja se koristi u Peruu. Dijeli se na 100 céntima, a u domaćem platnom prometu označava se simbolom S/.
Sol je naziv valute koja se u Peruu koristila od 19. stoljeća do 1985. Riječ sol potječe od španjolske riječi soldius, što znači sunce. 1985. godine, valutu zamjenjuje inti, nazvan po bogu sunca naroda Inka. Zbog loše ekonomske politike i hiperinflacije koja je pogodila zemlju krajem 1980-ih, uvedena je nova valuta - novi sol, koji je u prometu od 1. srpnja 1991. Danas je jedna od najstabilnijih valuta u regiji.
Kovanice se izdaju u apoenima od 10, 20, 50 centima, 1, 2 i 5 novih sola, a novčanice u apoenima od 10, 20, 50, 100 i 200 novih sola.
Na novčanicama od 10 PEN-a nalazi se lik peruanskog heroja José Abelardo Quiñones Gonzálesa.

## Vanjske poveznice
- Central Reserve Bank of Peru